# TMS Turnkey Manufacturing Solutions
Die TMS Turnkey Manufacturing Solutions ist ein österreichischer Automobilzulieferer mit Sitz in Linz, Österreich, welcher heute Teil der Valiant TMS Unternehmensgruppe ist. Valiant TMS fertigt Anlagen für den Karosseriebau sowie Förder- und Montagesysteme.

## Unternehmensgeschichte
Das Unternehmen wurde 1982 durch die Österreichische Industrieholding Aktiengesellschaft  gegründet und war zunächst Teil des Bereichs Integrierte Systeme des VOEST Alpine Maschinenbaus. 1989 wurde die VA Steinel gegründet. 1991 erfolgte eine Neugliederung und Umwandlung in eine Aktiengesellschaft (VA Technologie AG). Im Jahr 1999 wurde der Firmenhauptsitz in der Gaisbergerstraße in Linz bezogen. 2006 wurde das Unternehmen von der kanadischen Firma Valiant Machine & Tool Inc. mit Sitz in Windsor gekauft.

## Produktbereiche
Im Bereich Karosseriebau baut Valiant TMS Anlagen zur Automobilfertigung. Konkret werden Anlagen für die Gewerke, wie unter anderem Unterbau, Aufbau, Seitenteile, Anbauteile und Finish gefertigt. Dabei kommen verschiedenste Fügetechnologien, wie Punktschweißen, Laseranwendungen, Klebesysteme, Clinchen, Falzen u. a. zum Einsatz. Bei den Rohbauanlagen wird zwischen neuen Anlagen (alle Komponenten werden neu gekauft), Re-Tooling Anlagen (Umbau von bestehenden Anlagen) und Re-Use-Anlagen (Wiederverwendung von Komponenten aus bestehenden Anlagen) unterschieden.
Der Bereich Montage- und Fördertechnik baut teil- bis vollautomatisierte Produktionsabläufe. Der Bereich Fördertechnik konzentriert sich auf schlüsselfertige Anlagen im Bereich Elektrohängebahnen, Fahrerlose Transportsysteme und Bodenfördertechnik. Die Montagetechnik erstellt einzelne Stationen bis hin zu kompletten Montagelinien für die Automobilindustrie. Dazu gehören Vormontagelinien, Fügestationen, Schraubtechnik, Fahrwerkeinbau, Werkstückträger und Motorenmontage.

## Standorte in Europa
Neben dem Hauptsitz in der Gaisbergerstraße in Linz hat Valiant TMS eine weitere Niederlassung im Gewerbegebiet Südpark, Linz-Pichling und ein Engineering Büro in Sarleinsbach.  Zusätzlich gibt es weitere Gesellschaften in Deutschland, Tschechien, Rumänien und Polen. Weltweit verfügt die gesamte Valiant TMS Unternehmensgruppe über 19 Standorte in 10 Ländern und beschäftigt mehr als 1.500 Mitarbeitende.